# جائزة الأوسكار لأفضل سيناريو أصلي
جائزة الأوسكار لأفضل سيناريو أصلي هي جائزة لأفضل سيناريو لا يستند على المواد المنشورة سابقًا. أنشئت عام 1940 لتكون جائزة الكتابة منفصلة عن جائزة الأوسكار لأفضل قصة. بدءًا من حفل توزيع جوائز الأوسكار لعام 1957، تم الجمع بين هاتين الفئتين. في عام 2002، تم تغيير اسم الجائزة من «الكتابة (سيناريو مكتوب مباشرة للشاشة)» إلى «الكتابة (سيناريو أصلي)»